# 信傳媒
《信傳媒》（英語：CredereMedia）是臺灣的綜合性網路新聞媒體，屬於人誠文創股份有限公司旗下的網路媒體品牌，內容以政治、財經新聞見長。

## 歷史
2016年3月左右開始使用痞客邦與Facebook發布原生新聞，正式網站則是直到5月19日才啟用。創立時，由資深媒體人林瑩秋出任社長，延攬《商業周刊》副總主筆吳美慧等人助陣。
成立之初，除了用自家網站發佈新聞之外，也曾經利用通訊軟體LINE的官方帳號來推播新聞，但已於2020年中停止更新，正與LINE洽談其他合作方式，同時轉移到其他平台以增加曝光，如Instagram、Telegram等等。
2021年9月起，信傳媒和國際媒體Project Syndicate合作，推出國際時事論壇「世界in台灣」，其內容主要政界、商界、學界領袖、專家與公民倡議者撰寫，由Project Syndicate提供中文翻譯，並由信傳媒記者編輯校稿。
2022年1月起，信傳媒自製podcast節目「信福漲停板」，由信傳媒副總編輯、《今周刊》副總主筆段詩潔主持，內容主要涉及股市、財經，兼評論時事，不定期於YouTube及雲端音樂串流平台同步播出。
2022年8月，台灣數位光訊科技集團旗下的鑫傳國際多媒體科技入主信傳媒的母公司人誠文創。

## 使用率與可信度
在2019台灣新聞媒體可信度研究中，信傳媒使用人數和可信度稍低。在1104名受訪者之中只有9人選擇信傳媒作為「最常收看之網路原生媒體」，可信度平均僅4.67分。
根據SimilarWeb，2022年9月信傳媒的單月網路流量為30萬人次，僅為風傳媒（2014年成立）的1.3%、上報（同為2016年成立）的3.4% 。總編輯張瀞文受訪時表示，與其為了追求流量而生產瑣碎的新聞，信傳媒更著重在內容產出，「不追求新聞量，而是追求新聞的深度」。

## 爭議
信傳媒記者鄭國強2020年的一篇報導遭新光集團吳欣盈質疑侵害名譽，提出損害賠償等之民事訴訟，並請求鄭國強登報道歉，惟一審法院認定系爭報導不具不法性，判決吳欣盈敗訴，後續上訴均遭法院駁回。

## 中國大陸封鎖
依據GreatFire測試，其網站在中國大陸被當局的防火長城封鎖，即當地網民無法正常訪問該網站，2017年中或更早起遭受封鎖至今。

## 備註
1. ↑  可信度最高為10分，最低為1分。一般民眾對台灣媒體的整體可信度為5.58分。

## 外部連結
- （繁體中文） 信傳媒的Facebook專頁
- （繁體中文） 信傳媒的Instagram帳戶
- （繁體中文） 信傳媒官方網站 （页面存档备份，存于）
- （繁體中文） YouTube上的信傳媒頻道
- （繁體中文） Apple Podcast 信福漲停板 （页面存档备份，存于）
- （繁體中文） 台灣公司資料 （页面存档备份，存于）
- （繁體中文） 台灣公司網 （页面存档备份，存于）